# Нечаев, Леонид Алексеевич
Леони́д Алексе́евич Неча́ев (3 мая 1939, Москва — 23 января 2010, там же) — советский, белорусский и российский кинорежиссёр, сценарист. Прославился в первую очередь фильмами для детей и киносказками. Народный артист Российской Федерации (2003). Лауреат Государственной премии Российской Федерации (1993).

## Биография
Леонид Нечаев родился 3 мая 1939 года в Москве. Рос в районе Зарядье, в коммунальной квартире на Биржевой площади. Отец — участник Великой Отечественной войны, погиб в 1943 году, мать была служащей в министерстве финансов. 
В 1952 году по приглашению своего одноклассника Володи Штейна начал играть в спектаклях в театральной студии при Московском дворце пионеров. Окончив школу в 15 лет, пошёл работать грузчиком на швейную фабрику. Отслужив в армии, поступил на актёрский факультет во ВГИК. Однако позже, после просмотра постановки Нечаева «Медведь», профессор института Сергей Герасимов уговорил его перейти на третий курс режиссёрского факультета, который Нечаев окончил в 1967 году (мастерская Якова Сегеля).
После окончания института Нечаев работал на творческом объединении «Экран», где снял ряд хроникально-документальных фильмов, в частности про Гелену Великанову, Ларису Мондрус, Максима Михайлова и Александра Огнивцева. Из-за желания снимать художественные картины, к 1974 году был направлен на работу в Минск, на киностудию «Беларусьфильм», где начал работать над съёмкой детских фильмов. Его дебютом в этом направлении стал фильм «Приключения в городе, которого нет», сценарий которого кочевал из Киева в Одессу, из Одессы — в Минск. В дальнейшем режиссёр поставил ещё 9 фильмов на «Беларусьфильме», где проработал вплоть до 1989 года, среди наиболее известных картин: «Приключения Буратино» (1975), «Про Красную Шапочку» (1977), «Проданный смех» (1981), «Рыжий, честный, влюблённый» (1984). 
После распада СССР Нечаев вернулся в Москву и в течение 10 лет практически не снимал фильмов ввиду отсутствия спонсоров, некоторое время делал передачу на радио, занимался преподаванием. Последними фильмами стали «Сверчок за очагом» (2001) и «Дюймовочка» (2006). Музыкальная картина по сказке Х. К Андерсена стала также последним вышедшим на экраны фильмом по сценарию Инны Веткиной (1927—1995), по сценариям которой ранее Леонидом Нечаевым были поставлены такие киносказки, как «Приключения Буратино», «Про Красную Шапочку» и «Проданный смех». 

### Смерть
Леонид Нечаев скончался 23 января 2010 года в Москве. Согласно версии, оглашённой в СМИ, смерть наступила в результате перенесённого инсульта. Однако, по словам его дочери Анастасии, смерть стала результатом гематомы, образовавшейся после травмы головы. Леонида Нечаева похоронили 28 января 2010 года на Домодедовском кладбище.

### Личная жизнь
Девять раз был женат.
Первая жена — Антонина Монахова, с которой они вместе занимались в театральной студии. Данный брак был самым коротким в жизни Нечаева — продлился несколько месяцев.
Вторая жена — Елена. Дочь Варвара, проживает в США, где работает в сфере недвижимости.
Третья жена — Наталья Бржозовская. Дочери — Ульяна, окончила экономическую академию в США, занимается недвижимостью, Анастасия (род. в 1976), окончила Белорусский государственный университет культуры и искусств, работает режиссёром на белорусском телевидении. Снялась в нескольких фильмах отца, в частности в «Проданном смехе», «Про Красную Шапочку», «Примите телеграмму в долг».
Четвёртая жена — Матлюба Алимова, актриса.
Седьмая жена — Елена Баринова, мультипликатор.
Восьмая жена — Ольга Матлахова, дрессировщик животных. Познакомились на съёмках фильма «Безумная Лори», в отношениях состояли 12 лет, из которых 7 — в браке.
Девятая жена — Надежда, была младше Нечаева на 40 лет. Сын Алексей, дочь Елизавета.

## Звания и награды
- 1993 — Государственная премия Российской Федерации в области литературы и искусства 1993 года (7 декабря) — за цикл художественных фильмов для детей: «Приключения Буратино», «Про Красную Шапочку», «Проданный смех», «Рыжий, честный, влюблённый», «Безумная Лори»[13].
- 1995 — заслуженный деятель искусств Российской Федерации (17 марта) — за заслуги в области искусства[14].
- 2003 — народный артист Российской Федерации (1 сентября) — за большие заслуги в области искусства[15][16].
- 2005 — первый кавалер Ордена Буратино[17]. Леонид Нечаев стал первым кавалером Ордена Буратино, учреждённого детьми города Зеленоградска Калининградской области, которым награждаются «деятели культуры, учёные, педагоги и другие взрослые, достигшие высот в воспитании у детей и подростков внутренней свободы, чистоты помыслов, гражданской активности, уверенности в собственных силах».
- 2009 — Гранд-премия «КиноВатсон»[18].

## Фильмография
| 1970 | Встань пораньше                                          | зелёная ✓ |           |           |                                                                |
| 1974 | Приключения в городе, которого нет                       | зелёная ✓ |           |           |                                                                |
| 1975 | Приключения Буратино                                     | зелёная ✓ |           |           |                                                                |
| 1976 | Эквилибрист                                              | зелёная ✓ |           |           |                                                                |
| 1977 | Про Красную Шапочку                                      | зелёная ✓ |           |           |                                                                |
| 1979 | Примите телеграмму в долг                                | зелёная ✓ |           | зелёная ✓ | академик Александров (закадровое озвучивание)                  |
| 1980 | Мнимый больной                                           | зелёная ✓ |           |           |                                                                |
| 1981 | Проданный смех                                           | зелёная ✓ |           | зелёная ✓ | капитан корабля                                                |
| 1983 | Сказка о Звёздном мальчике                               | зелёная ✓ |           |           |                                                                |
| 1984 | Рыжий, честный, влюблённый                               | зелёная ✓ |           |           |                                                                |
| 1987 | Питер Пэн                                                | зелёная ✓ |           | зелёная ✓ | учитель Крюка                                                  |
| 1987 | Репетитор                                                | зелёная ✓ |           | зелёная ✓ | приятель Ксении Львовны (озвучивание)                          |
| 1989 | Не покидай…                                              | зелёная ✓ |           | зелёная ✓ | точильщик ножей / Лысый Лакей (озвучивание роли Юрия Багиняна) |
| 1991 | Безумная Лори                                            | зелёная ✓ | зелёная ✓ | зелёная ✓ | доктор Стретси (озвучивание роли Юриса Стренги)                |
| 1997 | Сладкая сказка (в рамках проекта «100 фильмов о Москве») | зелёная ✓ |           |           |                                                                |
| 2001 | Сверчок за очагом                                        | зелёная ✓ |           |           |                                                                |
| 2006 | Дюймовочка                                               | зелёная ✓ | зелёная ✓ |           |                                                                |